# Containerbeveiliging

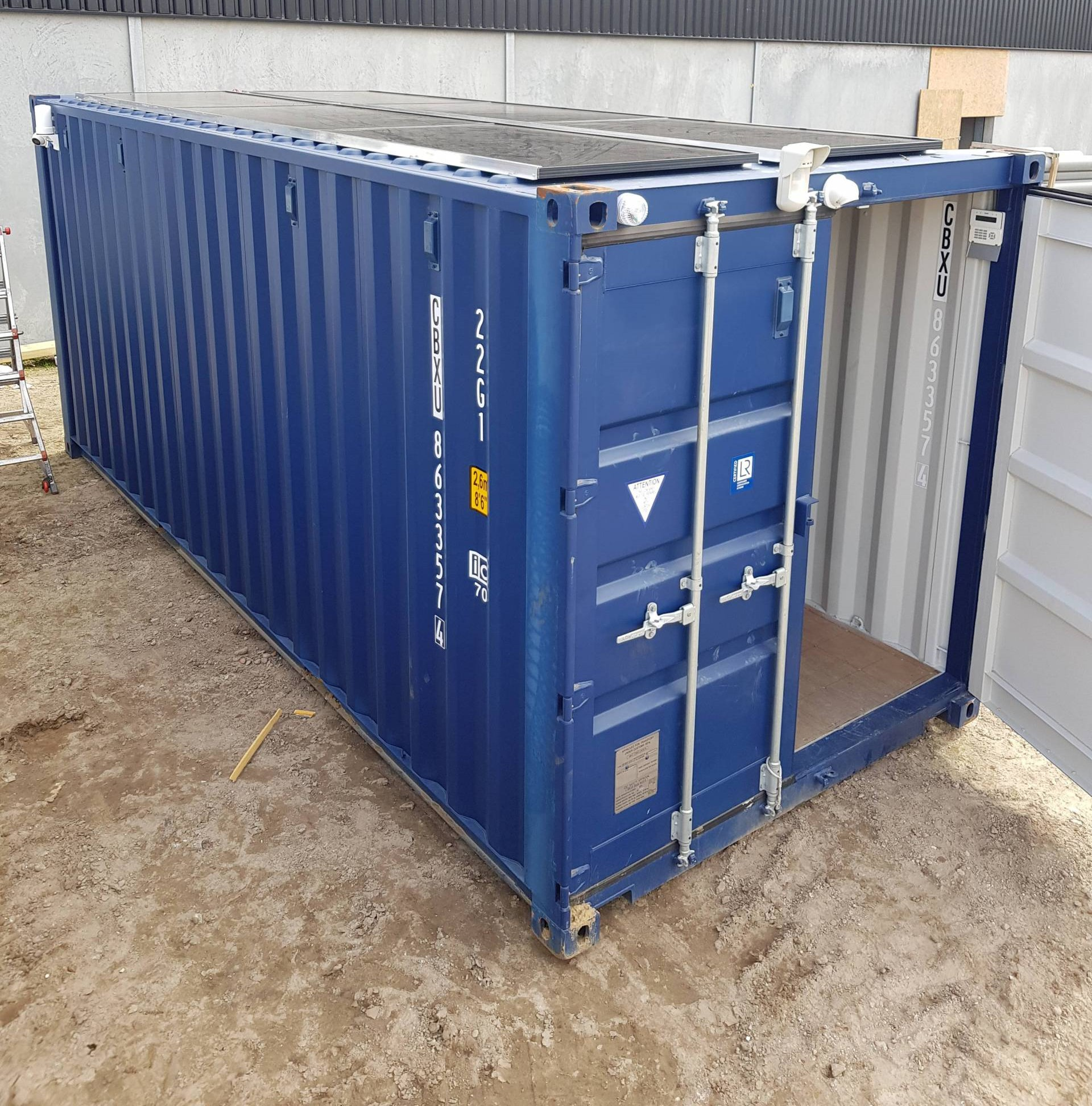
Uitgebreide beveiliging van een zeecontainer

Containerbeveiliging is een breed begrip voor de beveiliging rond én in een zeecontainer door middel van camera's, bewegingsmelders, alarm en sloten. De beveiligingsapparatuur kan 24/7 opnamen maken en meldingen van verdachte situaties doorsturen naar de gewenste persoon of organisatie.

## Gebruik
Containerbeveiliging kan worden toegepast in onder andere de bouw, tijdens festivals en bij het opslaan van goederen. De meeste beveiligde containers hebben de mogelijkheid om ze aan te sluiten op het lichtnet, maar ze kunnen ook volledig zonder extra nutsvoorzieningen functioneren, bijvoorbeeld doordat ze een eigen stroomvoorziening hebben middels zonnepanelen. Hierdoor zijn ze op vele locaties in te zetten.
Beveiligde zeecontainers zijn stapelbaar, net als traditionele, onbeveiligde, exemplaren.